# 欧洲狗獾
欧洲狗獾（學名：Meles meles）是食肉目鼬科的一种哺乳动物。本种原被认为广泛分布于欧亚地区古北界的森林和草原。最新研究将亚洲地区的狗獾分为了独立的三个物种：高加索狗獾（Meles canescens）、亚洲狗獾（Meles leucurus）和日本狗獾（Meles anakuma），本种现仅分布于欧洲地区。

## 起源
獾起源于上新世亚洲的温带森林, 在晚上新世至早更新世扩散到欧洲。在中更新世地层中发现的獾化石与现代獾形态十分接近。

## 特徵
体长為50厘米左右，尾長10厘米，平均體重10公斤。头长，耳短，前肢爪特别长，适合于掘土；通常獾的毛色為灰色，有时发黄，头部有三条黑白相間的條紋，耳缘也是白色，胸、腹部和四肢為黑色。

## 习性
獾是住在冰天雪地的一種動物，通常筑洞于土丘或大树下。居住于北方地區的獾冬眠，因此秋天時獾的體重要重許多。
雜食性，主要吃蚯蚓，但也吃昆蟲、甲蟲、小型哺乳動物、蜥蜴、蛙類、卵、小鳥、根、漿果、堅果、水果等等。
- 喜歡居住在比較容易發現蚯蚓的草場和林地，而不喜歡粘土地，城市邊緣有時也會有獾在垃圾堆裏尋找食物。
- 夜行動物，主要在夜间活动，白天則待在自己的洞穴（英文Sett）中。
- 群居，由一對領頭獾帶領。
- 孕期為7-8周，每胎可生1-5仔。
- 平均壽命為3年，最多可達15年，圈養條件下甚至能達到19年。
- 獾的牙齿极为锋利和坚硬，有人在使用中国军用铁锹试图挖出生活在中国东北洞穴中的獾时被獾用牙齿将铁锹咬断[來源請求]。

## 经济价值
為保育動物，無经济价值。

## 亞種
主要包括以下幾個亞種：
- 西歐亞種：分布于西歐各國；
- 伊比利亞亞種：分布于西班牙和葡萄牙；
- 俄國亞種：分布于俄羅斯；
- 基兹利亚尔亞種：分布于俄罗斯北高加索；
- 挪威亚种：分布于挪威。

## 保护
本种于2023年被收录入《有重要生态、科学、社会价值的陆生野生动物名录》。